# جورج بالمر (سياسي)
جورج بالمر (بالإنجليزية: George Llewellen Palmer)‏ هو سياسي بريطاني وبريطاني (وحمل سابقاً جنسية المملكة المتحدة لبريطانيا العظمى وأيرلندا)، ولد في 12 مارس 1857، وتوفي في 31 مارس 1932. حزبياً، نشط في حزب المحافظين. وقد في الانتخابات العمومية البريطانية 1918 ‏، انتخب عضو برلمان المملكة المتحدة الـ31 عن دائرة ويستبوري (14 ديسمبر 1918 – 26 أكتوبر 1922).